# Bertil von Wachenfeldt
Karl Johan Bertil von Wachenfeldt, född 4 mars 1909 i Storvik (Ovansjö socken), död 30 september 1995 i Göteborg (Johanneberg), var en svensk sprinter. Han tävlade för Storviks IF, IF Thor, Stockholmspolisens IF samt IK Göta och utsågs 1935 till Stor grabb nummer 84 i friidrott.
Bertil von Wachenfeldt tog ett individuellt brons på 400 m vid EM i Turin 1934, och deltog i bägge stafettlagen som tog brons på 4x400 m 1934 och 1938. Han var svenska truppens fanbärare vid OS 1936 i Berlin men blev själv tidigt utslagen på 400 m. Han var svensk rekordhållare på 400 m 1934 till 1943 och vann två individuella SM-tecken på 400 m samt ett i stafett 4x400 m.
Det som Wachenfeldt är mest ihågkommen för i sin generation är insatserna i långa stafetten i landskamperna mot Tyskland 1934 och 1935. Inför den första, som gick i Stockholm, var Tyskland obesegrat i friidrottslandskamper och stora favoriter. Avgörandet föll i sista grenen, 4x400 m, där Wachenfeldt som slutman lyckades besegra tysken Metzner och vinna med 0,6 sekund. Sverige vann därmed landskampen med 101 1/3 poäng mot 100 2/3. Landskampen 1935 (där också Ungern, Japan och Italien deltog) gick i Berlin och även denna gång skedde avgörandet i den långa stafetten (sista gren även denna gång). Och även denna gång förde Wachenfeldt sitt lag (stafett- och landslag) till seger på sista sträckan. 
Bertil von Wachenfeldt är begravd på Nya Varvets kyrkogård i Göteborg.

## Karriär
Vid OS 1928 i Amsterdam deltog Wachenfeldt i det svenska stafettlaget som kom fyra på 4x400 m (övriga deltagare i laget var Björn Kugelberg, Erik Byléhn och Sten Pettersson).
Vid SM 1933 deltog Wachenfeldt i IK Götas segrande lag i stafett 4x400 m.
Den 1 september 1934 (i landskampen mot Tyskland, se ovan) tangerade Wachenfeldt Nils Engdahls svenska rekord på 400 m (48,2) från 1924. Den 8 september tog han bronsmedaljen på 400 m vid EM i Turin med tiden 48,0 vilket innebar en förbättring av svenska rekordet. Dagen efter deltog han som slutman i det svenska stafettlaget på 4x400 m och vann tillsammans med Sven Strömberg, Pelle Pihl och Gustaf Ericson en bronsmedalj på 3.16,6. Detta år satte han också nytt svenskt rekord på 500 m, med 1.03,7.
1935 vann Wachenfeldt SM på 400 m (49,0).
1936 satte Wachenfeldt inofficiellt svenskt rekord på 300 m med 34,6. Rekordet avskaffades 1939. Under 1936 förbättrade han också sitt svenska rekord på 500 m i två omgångar, först till 1.03,6 och sedan till 1.02,7. Även detta rekord avskaffades 1939. Vid OS i Berlin blev han utslagen i andra omgången på 400 m. I stafett 4x400 m var han slutman i det svenska laget (de andra var Sven Strömberg, Pekka Edfeldt och Olle Danielsson) som kom femma på 3.13,0.
1938 vann han sitt andra individuella SM-guld, åter på 400 m - nu med tiden 48,3. Vid EM i Paris detta år vann han med det svenska stafettlaget brons på 4x400 m (de andra var Lars Nilsson, Carl-Henrik Gustafsson och Börje Thomasson) med tiden 3.17,3.